# Tiroler Staatsbahn – Amras - Vintschgau
A Tiroler Staatsbahn  Amras - Vintschgau egy szerkocsis gőzmozdonysorozat volt az Osztrák–Magyar Tiroler Staatsbahn-nál.
A 18 mozdonyt a Bécsújhelyi Mozdonygyár készítette 1856-ban. A mozdonyok a Tiroler Staatsbahn Verona–Bozen déli vonalára kerültek. Mivel a Brennerbahn még nem épült meg, soha nem használták őket az Innsbruck–Kufstein északi vonalon.
A sorozat mozdonyai 1858-ban az osztrák államvasutak privatizációjával a Déli Vasúthoz kerültek, ahol a 7 sorozatba osztották őket és a 252-269 pályaszámokat kapták. 1861-ben a sorozatszámot 13-ra változtatták. Átépítés után a 259 és 264 pályaszámú mozdonyokat átsorolták a 13a sorozatba. Az 1'B tengelyelrendezés nem volt alkalmas hegyividéki pályákon, a mozdonyokat kelet-ausztriai pályaszakaszokra helyezték át.
A 268 és 269 pályaszámú gépeket szerkocsis mozdonyokká építették át és sorozatjelüket 13b -re módosították. A felújítás során a mozdony kazánjának jobb oldalára helyezték el a 2,75 m³-es víztartályt, az 1,5 m³ -es széntartó pedig a vezetőállás mögé került. Ennek következtében kissé nőtt a mozdony súlya. Mindkét mozdony a Laxenburger Bahn-ra került, mert akkoriban Mödling-ben igen körülményes volt a mozdonyfordítás. A mozdonyt és a szerkocsit külön kellett választani, mivel a fordító túl kicsi volt.
1894-ig az összes mozdonyt selejtezték.

## Fordítás
- Ez a szócikk részben vagy egészben  a   Tiroler Staatsbahn – Amras bis Vintschgau című német Wikipédia-szócikk fordításán alapul.  Az eredeti cikk szerkesztőit annak laptörténete sorolja fel. Ez a jelzés csupán a megfogalmazás eredetét és a szerzői jogokat jelzi, nem szolgál a cikkben szereplő információk forrásmegjelöléseként. - Az eredeti szócikk forrásai szintén ott találhatóak.